# 大宝 (蔡伯貫)
大宝（たいほう）は、明代に唐政権を樹立し自立した蔡伯貫が建てた私年号。
1566年（嘉靖44年12月 - 45年正月）。

## 西暦・干支との対照表
| 大宝 | 元年     | 2年      |
| 西暦 | 1565年   | 1566年   |
| 干支 | 乙丑     | 丙寅     |
| 明   | 嘉靖44年 | 嘉靖45年 |